# Chiesa della Santissima Trinità (Milano)

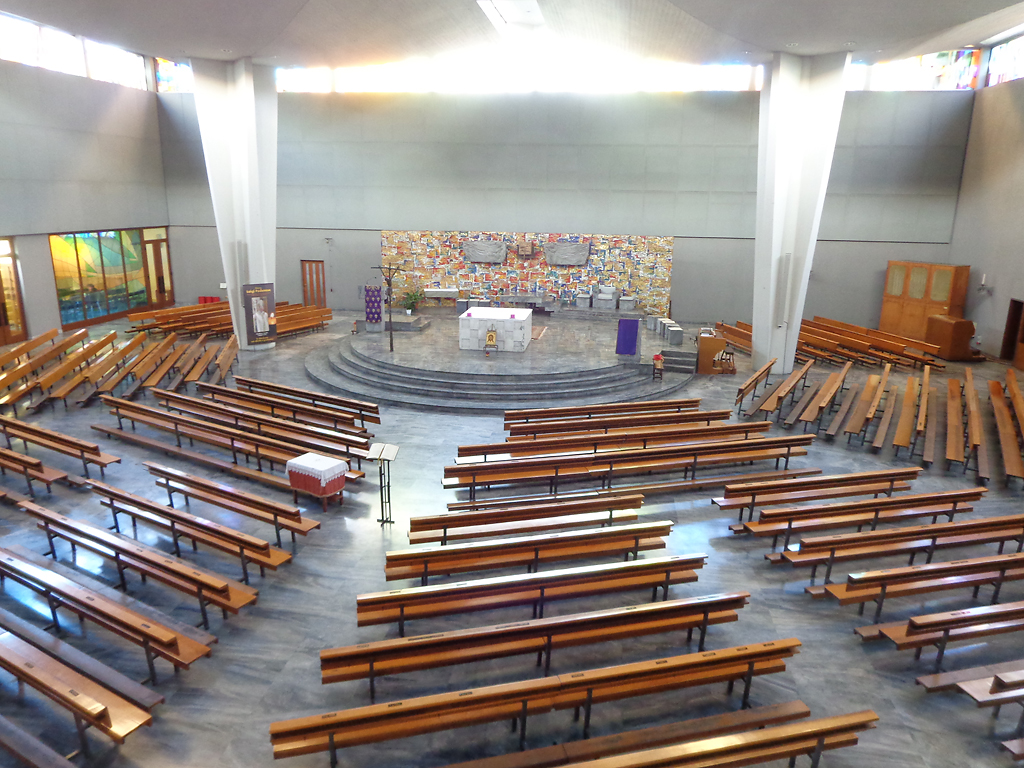
Interno

La chiesa della Santissima Trinità è una chiesa parrocchiale di Milano, posta in zona Paolo Sarpi.
Fu costruita negli anni sessanta del XX secolo per sostituire una chiesa precedente.

## Storia
La chiesa della Santissima Trinità fu costruita dal 1964 al 1967 su progetto di Fritz Metzger, per sostituire la precedente chiesa parrocchiale, posta poco distante e abbattuta per necessità urbanistiche. Di essa resta il solo campanile.
La chiesa fu aperta al culto la notte di Natale del 1967 e consacrata l'8 giugno dell'anno seguente.

## Caratteristiche
La chiesa è posta a 3 metri di altezza dal piano stradale, ed è preceduta da un sagrato accessibile tramite una scalinata laterale.
Il sagrato è sovrastato dalla copertura, poggiante su sei grandi pilastri a croce, dei quali quattro sono posti all'interno della chiesa, e due sul sagrato stesso.
Lo spazio ecclesiale è a pianta quadrata di 33 metri di lato; i fedeli sono disposti in modo assembleare, a semicerchio intorno all'altare.